# Kryptos koehleri
Kryptos koehleri är en snäckart som först beskrevs av Étienne Alexandre Arnould Locard 1896.  Kryptos koehleri ingår i släktet Kryptos och familjen valthornssnäckor. Inga underarter finns listade i Catalogue of Life.